# Попенко Геннадій Миколайович
Геннадій Миколайович Попенко (нар. 16 червня 1979, Полтава) — український актор театру, телебачення та кіно, шоумен, конферансьє та телеведучий.

## Життєпис
Народився Геннадій Попенко 16 червня 1979 року в Полтаві. Батько — Микола, інженер за фахом, працює в приватних будівельних структурах, мати — Людмила в першій міській лікарні Полтави, де завідує відділенням переливання крові. Сестра Тетяна займається архітектурним дизайном, мешкає у Києві. Займався у драмгуртку Полтавського ліцею №1. З 15‑ти років працював у будівельній фірмі.
У 2000 році закінчив Київський державний інститут театрального мистецтва імені Івана Карпенка-Карого, курс Олега Шаварського. Навчався у театральній студії при Центрі сучасного мистецтва «Дах».

## Кар'єра

### Телебачення
Ще будучи студентом другого курсу театрального Геннадій Попенко почав працювати ведучим музичного каналу «Біз-TV», на четвертому курсі — ведучий «Мелорами» на «Інтері». 
«Новий канал»
Після закінчення театрального інституту прийшов на «Новому каналі», де працював з 2000 по 2009 рік. З 4 серпня 2000 року — ведучий метео-проекту «Нова погода», з 13 квітня 2002 року вів телепередачу «За гроші», з 16 лютого 2004 року — ведучий програми «Безумний день».
У 2005 році став ведучим програми «3х4. Найкумедніше домашнє відео», замінивши Анатолія Дяченка.
З 5 травня 2007 року Геннадій Попенко ведучий програми «Корисна площа». Працював у ранковій передачі «Підйом», яку вів разом з Олександром Педаном, Сергієм Притулою та Ольгою Фреймут, працював у програмі «Шоуманія».
Повернувся у 2012 році на «Новий канал» та вів програму «ШоуШара».
«1+1»
Ведучий програми «Битва анекдотів» у 2009 році на каналі «1+1».
«Гумор ТБ»
Ведучий гумористично-анекдотичного батл-шоу «Битва анекдотів».
«UA:Перший»
У 2010 році перейшов на «Перший Національний» де був ведучим передачі «Легко бути жінкою», з 2013 — «Рояль в кущах» та музичної вікторини «Знайомі мелодії», з 2014 році — «Подорожуй Першим!».
З 2015 року ведучий програми «Суспільний університет».
У 2016 році був ведучим та автором проекту «Баклани на Балкани».
Геннадій Попенко був ведучим Радіодиктанту національної єдності на телеканалі «UA:Перший», який відбувся 9 листопада 2016 року, в День української писемності та мови.
«2+2»
З 2017 року Геннадій Попенко ведучий програми «Загублений світ» на телеканалі «2+2».

### Театр
Геннадій Попенко співпрацює з театром Володимира Завальнюка «Перетворення». 
- «Маленький принц» А. де Сент-Екзюпері[20];
- «Жанна д'Арк. Дисконт?..» Ж. Ануя[21].

### Кінематограф
| Рік  |     | Українська назва                  | Оригінальна назва                           | Роль                                                             |
| ---- | --- | --------------------------------- | ------------------------------------------- | ---------------------------------------------------------------- |
| 2024 | ф   |                                   | Будинок „Слово“: Нескінчений роман          | Михайль Семенко                                                  |
| 2020 | с   | Виклик                            |                                             | Геннадій Клименко "Бігі", майор ДСНС                             |
| 2018 | с   | Соломонове рішення                |                                             | Вадим, викладач                                                  |
| 2018 | с   | Чужі рідні                        |                                             | епізодична роль                                                  |
| 2018 | с   | Серце слідчого                    |                                             | епізодична роль                                                  |
| 2018 | с   | Сувенір з Одеси                   |                                             | Вол, злодій                                                      |
| 2017 | с   | Лікар Ковальчук                   |                                             | Чиновник                                                         |
| 2017 | с   | Ментівські війни. Одеса           |                                             | Євген Степанович Рибалко, старший слідчий військової прокуратури |
| 2017 | с   | Гарний хлопець                    |                                             | епізодична роль                                                  |
| 2017 | с   | Обручка з рубіном                 |                                             | Тимофій                                                          |
| 2016 | док | Закон Магнітського. За лаштунками | англ. The Magnitsky Act – Behind the Scenes |                                                                  |
| 2017 | с   | Обираючи долю                     |                                             | гравець                                                          |
| 2016 | с   | Одинак                            |                                             |                                                                  |
| 2016 | ф   | Я з тобою                         |                                             | конферансьє цирку                                                |
| 2016 | с   | На лінії життя                    |                                             | Микола Борсуков, майор-беркутівець                               |
| 2016 | с   | Улюблена вчителька                |                                             | ведучий                                                          |
| 2016 | ф   | Забудь мене, мамо!                |                                             | епізодична роль                                                  |
| 2015 | с   | Гвардія                           |                                             | Завгосп                                                          |
| 2014 | с   | Швидка допомога                   |                                             | батько Варвари                                                   |
| 2014 | с   | Особова справа                    |                                             | Кирило Кирилович Куров, підприємець                              |
| 2012 | кф  | Помин                             | англ. Commemoration: Pomyn                  |                                                                  |
| 2012 | с   | Брат за брата-2                   |                                             | піарник                                                          |
| 2011 | кф  | День 7305                         |                                             |                                                                  |
| 2010 | тф  | Паршиві вівці                     |                                             | Крюгер                                                           |
| 2010 | ф   | Не скажу                          | рос. Не скажу                               | охоронець Малютіна                                               |
| 2009 | ф   | Блондинка в нокауті               |                                             |                                                                  |
| 2007 | ф   | Ігри в солдатики                  |                                             | майор Кремінь, командир роти                                     |
| 2007 | ф   | Рік золотої рибки                 |                                             | епізодична роль                                                  |
| 2006 | с   | Вовчиця                           |                                             | епізодична роль                                                  |
| 2006 | с   | Повернення Мухтара-3              |                                             | Ярослав                                                          |
| 2006 | ф   | Таємниця «Святого Патрика»        |                                             | американський офіцер                                             |
| 2002 | с   | Лялька                            |                                             | епізодична роль                                                  |
| 2001 | с   | Слід перевертня                   | рос. След оборотня                          | Чеченець                                                         |

## Громадська діяльність
Займається волонтерською діяльністю. Разом із телеведучим Сергієм Притулою не раз особисто відвідував прифронтові зони, допомагаючи українським військовим.

## Особисте життя
Дружина Ірина, до шлюбу Алєксєєва, уродженка смт. Іванків. У подружжя є 2 доньки Богдана (нар. 2012) та Святослава (2020).
Захоплюється дайвінгом, мотоциклами, кіньми. Має чорний пояс з джиу-джитсу. Учасник «Run Ukraine Running League» — масових бігових заходів в Україні.

## Нагороди
- Орден «За заслуги» III ст. (8 вересня 2023) — за вагомий особистий внесок у розвиток української кінематографії, заслуги у захисті державного суверенітету та територіальної цілісності України, багаторічну сумлінну працю[25]